# 新竹縣鄉道
新竹縣鄉道在1961年始有編制存在，今日系統於1983年大致定型，並於2012年末有較大規模整編，最後於2023年秋季微幅調整，共計84條。全縣各鄉鎮內均有鄉道分佈。由於新竹縣的地形起伏較大，平地較少，公路發展也較受影響，鄉道多集中在河谷（多為頭前溪以北地區）或丘陵（多為頭前溪以南地區）中。另外也有少部分的鄉道分佈於頭前溪下游平原。山區的五峰鄉與尖石鄉則有多條長鄉道連接深山部落，如竹60線。
2023年10月2日，交通部公告調整竹54、竹58、竹59及竹60線等4條路線，係因新竹縣政府於2016年檢送路線相關資料至公路總局（今公路局）時，該4路線資料就存有出入，而竹縣府遲未辦理路線修正提報作業，經新竹縣審計室於2021年函請竹縣府改進，遂完成公告路線調整公告事宜。另外，竹54線在2023年公告內被提及的方式更像是論述路線的走向，與其他3路線明顯被提及「調整」的語意不同，其原因可能是在2012年末的公告，竹54線並未出現於調整表中（僅出現其支線），而無法比較前後差異。